# Бари, Рут
Рут Бари (17 ноября 1917 — 25 августа 2005) — американский математик, известна благодаря своим работам в области теории графов и гомоморфизмов. С 1966 г. — была профессором в Университете Джона Вашингтона.

## Биография
Дочь польско-еврейских эмигрантов. Выросла в Бруклине и окончила Бруклинский колледж в 1949 году со степенью бакалавра по математике. Продолжив своё обучение в Университете Джонса Хопкинса, получила степень магистра в 1943 году, поступив сначала в докторантуру. В 1966 году защитила кандидатскую диссертацию по теме «Абсолютная сводимость карт с не более чем 19 регионами». Задачу о сводимости карт в 1913 году поставил Дж. Д. Биркгоф, научный руководитель её руководителя, Д. К. Льюиса.
Воспитала трёх дочерей: экологическую активистку Джуди Бари, научного репортёра Джину Колата и Марту Бари — историка искусств.
Рут Бари умерла в 2005 году от осложнений, вызванных болезнью Альцгеймера.